# Dinevo, Haskovo
Dinevo (în bulgară Динево) este un sat în comuna Haskovo, regiunea Haskovo,  Bulgaria. 

## Demografie
Componența etnică a satului Dinevo
     Romi (51,87%)
     Bulgari (46,31%)
     Nicio identificare (1,39%)
     Altele (0,41%)
La recensământul din 2011, populația satului Dinevo era de 719 locuitori. Din punct de vedere etnic, majoritatea locuitorilor (51,87%) erau romi, cu o minoritate de bulgari (46,31%). Pentru 1,39% din locuitori nu este cunoscută apartenența etnică.